# Mărtjaevo
Mărtjaevo (bulgariska: Мърчаево) är ett distrikt i Bulgarien.   Det ligger i kommunen Stolitjna Obsjtina och regionen Sofija-grad, i den västra delen av landet, 16 km sydväst om huvudstaden Sofia.